# 4736 Джонвуд
4736 Джонвуд (4736 Johnwood) — астероїд головного поясу, відкритий 13 січня 1983 року.
Тіссеранів параметр щодо Юпітера — 3,785.